# Эвакуация Даневирке

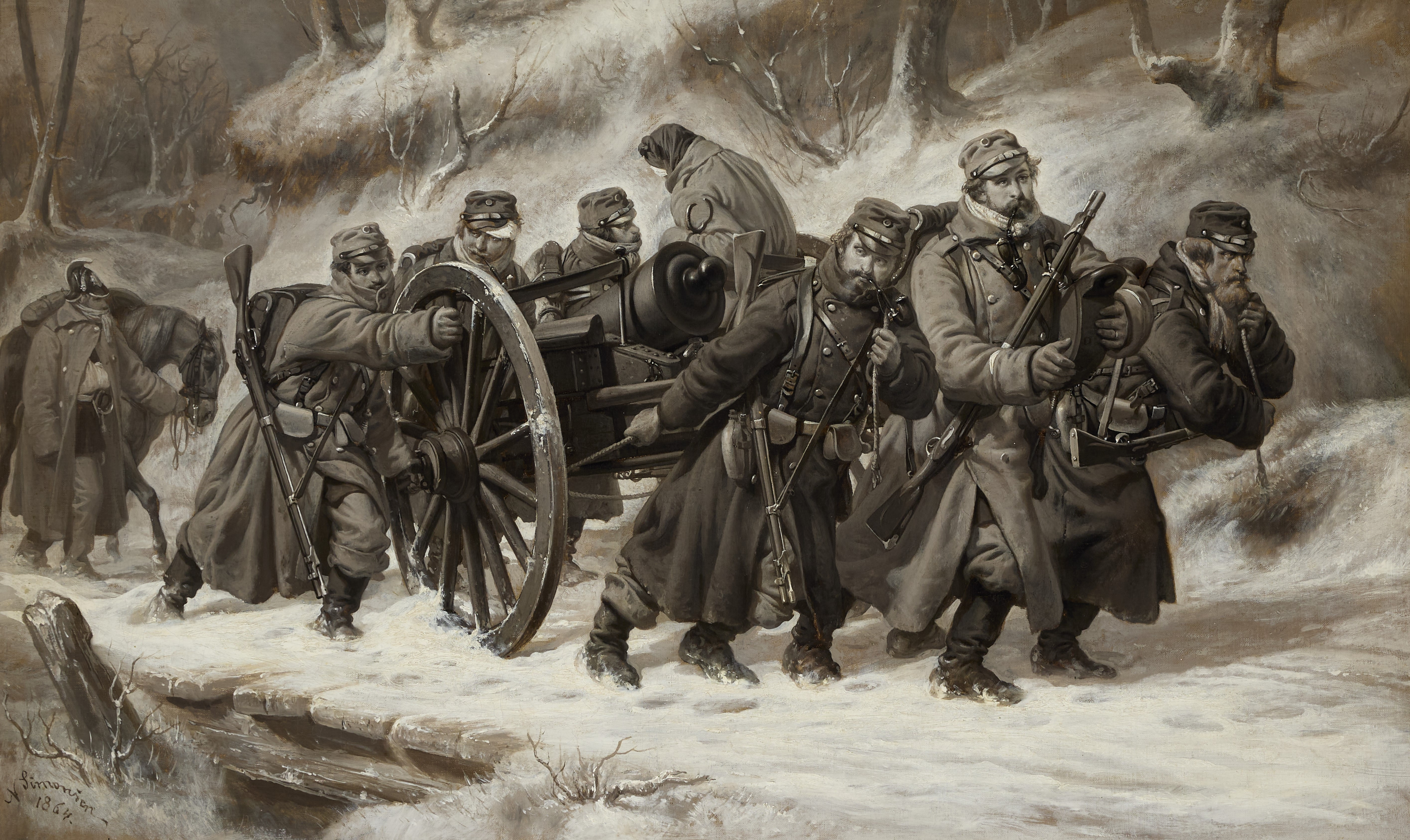
Отступление датской армии из Даневирке, картина Нильса Симонсена

Во время Второй Шлезвигской войны укрепления Даневирке были эвакуированы датской армией в 1864 году. Это стало последним военным применением древнего оборонительного сооружения Даневирке, которое с тех пор остается во владении Германии.

## Перед эвакуацией
Из-за эмоциональной националистической символики общественное мнение в Дании ожидало, что грядущее сражение произойдет у Даневирке. Укрепления уже были атакованы, но сражений там не происходило, за исключением некоторых ранних перестрелок в непосредственной близости к югу от них, когда датский главнокомандующий генерал де Меза отвел свои силы в окопы у Дюббёля. Генерал де Меза боялся, что его обойдут с фланга, так как Шлай и болота между Даневирке и Хузумом замерзли в суровую зиму, а территория непосредственно перед Даневирке уже перешла в руки немцев.

## Ход эвакуации
Это отступление стало неожиданностью для австро-прусской армии, и почти всей датской армии удалось завершить эвакуацию. Это привело, однако, к оставлению важных частей тяжелой артиллерии, и остается предметом исторических дебатов, почему железная дорога до Фленсбурга никогда не использовалась должным образом для эвакуации.

## Последствие
Известие об отступлении стало большим потрясением для датского общественного мнения, которое считало Даневирке неприступными, и генерал де Меза был немедленно отстранен от командования.